# In una simile circostanza
In una simile circostanza è il primo album in studio del cantautore italiano Gianni Togni, pubblicato nel 1975 dalla It RCA
Il disco è stato ristampato nel 1981, sempre dalla It, con un titolo differente, Com'ero.

## Tracce
Testi di Guido Morra, musiche di Gianni Togni.
1. Oggi si muore – 5:18
2. Come se – 3:41
3. Naufragio – 2:42
4. Un nuovo asilo – 3:02
5. Una coscienza di classe – 4:30
6. Come sempre – 3:49
7. Forse – 3:36
8. In una simile circostanza – 2:28
9. Questo ostile freddo vivere – 4:23
10. Basta – 3:38

## Formazione
- Gianni Togni – voce, pianoforte, chitarra
- Bruno Biriaco – batteria
- Patrizia Scascitelli – pianoforte, clavicembalo
- Pierluigi Germini – batteria
- Arturo Stalteri – celeste, organo Hammond, pianoforte
- Roberto Della Grotta – basso, contrabbasso
- Piero Ricci – basso
- Mandrake – percussioni
- Antonio Ciarlantini – violoncello
- Claudio Filice – violino
- Carlo Siliotto – violino
- Maurizio Giammarco – sassofono tenore, sassofono soprano, flauto